# Paul Haggis
Paul Haggis   (London, 10 de març de 1953) és un director, guionista i productor de cinema canadenc. Conegut per haver dirigit el rodatge de Crash i A la vall d'Elah així com per haver estat el guionista de Million Dollar Baby, Banderes dels nostres pares, Cartes des d'Iwo Jima, Casino Royale i Quantum of Solace.

## Biografia

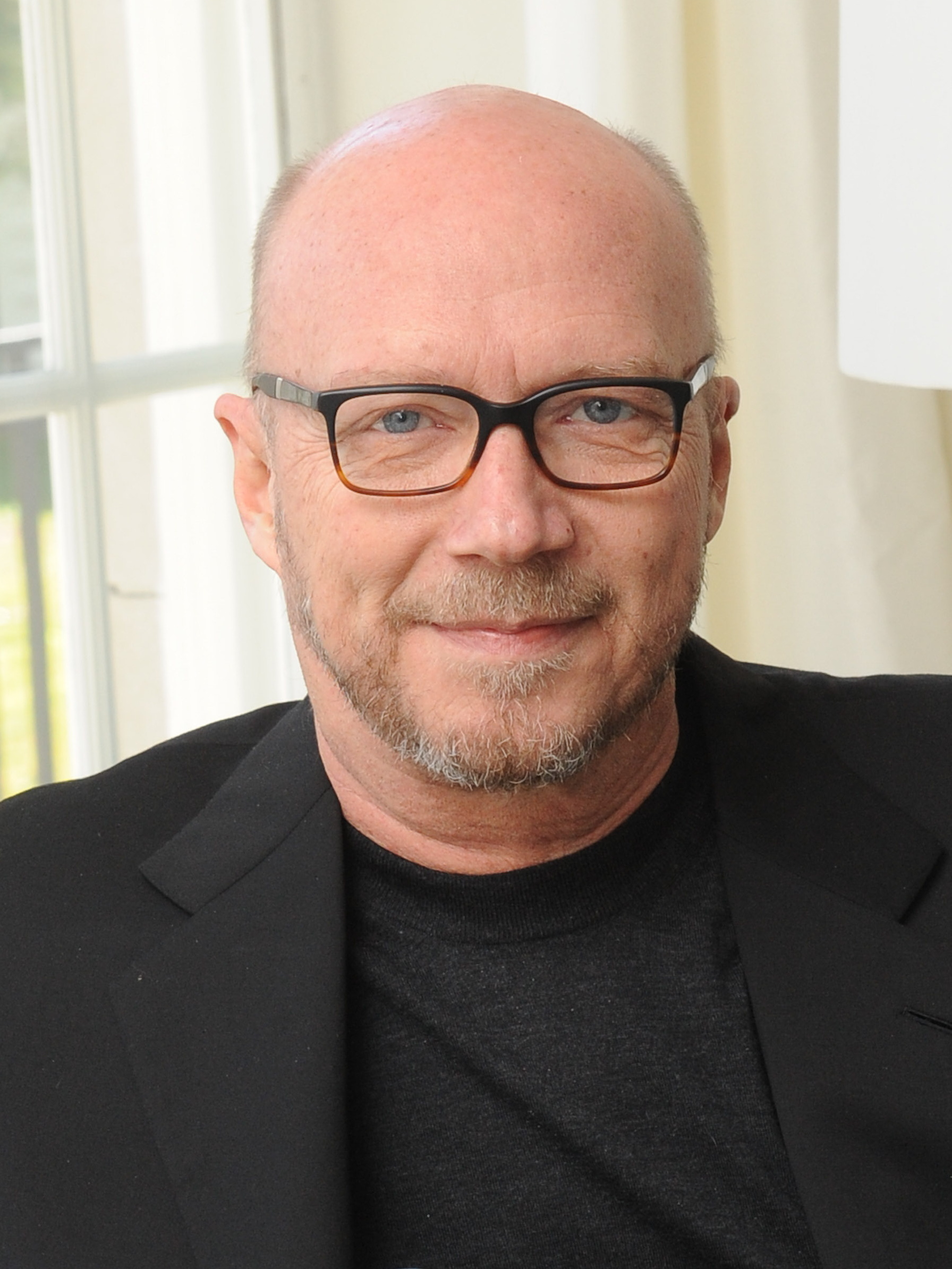
Paul Haggis en 2013.

Paul Haggis ha creat tota una varietat de programes per a la televisió, com la sèrie Due. South, Walker, Texas Ranger, Thirtysomething o La Llei de Los Angeles. Ha rebut molts premis, com ara dos Emmys, o el premi a la millor sèrie de l'any, concedit per la TV Critics Association i sis premis Gemini.
Passant de la televisió al cinema, ha escrit i produït Million Dollar Baby de i amb Clint Eastwood. D'altra banda va ser nominat a l'Oscar per al seu guió adaptat de dues novel·les de F.X. Toole sobre la boxa.
L'any 2004, escriu i realitza Crash, que assoleix el Gran Premi al 31 Festival del cinema americà de Deauville, i tres Oscars, entre els quals el més prestigiós, el del millor film l'any 2006.
Adapta a continuació una novel·la de James Bradley sobre la Segona Guerra Mundial, Banderes dels nostres pares que realitza Clint Eastwood, abans de signar el guió del 21è James Bond, Casino Royale.

## Filmografia

### Cinema

#### Director
- 1993: Red Hot
- 2004: Crash
- 2007: A la vall d'Elah (In the Valley of Elah)
- 2010: The Next Three Days
- 2013: Third Person

#### Guionista
- 2004: Crash, dirigida per ell mateix
- 2004: Million Dollar Baby de Clint Eastwood
- 2006: Banderes dels nostres pares de Clint Eastwood
- 2006: Cartes des d'Iwo Jima (Iōjima kara no tegami) de Clint Eastwood
- 2006: Casino Royale de Martin Campbell
- 2006: The Last Kiss de Tony Goldwin
- 2007: A la vall d'Elah (In the Valley of Elah), dirigida per ell mateix
- 2008: Quantum of Solace de Marc Forster
- 2009: Terminator Renaissance de McG
- 2010: The Next Three Days, dirigida per ell mateix
- 2013: Third Person, dirigida per ell mateix

#### Productor
- 2004: Crash, dirigida per ell mateix
- 2004: Million Dollar Baby de Clint Eastwood
- 2006: Cartes des d'Iwo Jima (Iōjima kara no tegami) de Clint Eastwood
- 2010: Three Next Days
- 2013: Third Person, dirigida per ell mateix (coproductor)
- 2016: Gold de Stephen Gaghan (productor delegat)

### Televisió
- 1987-1988: Thirtysomething (guionista)
- 1994-1999: Due South (creador)
- 1999-2002: Family Law (creador)
- 1993-2001: Walker, Texas Ranger (cocreador)

## Premis i nominacions

### Premis
- Premis Emmy 1988: millor sèrie dramàtica per a Thirtysomething  (compartit amb Edward Zwick, Marshall Herskovitz i Scott Winant)[3]
- Premis Emmy 1988: millor guió per a una sèrie dramàtica per a l'episodi Business has Usual de Thirtysomething (compartit amb Marshall Herskovitz)
- Festival del cinema americà de Deauville 2005: gran Premi del jurat per a Crash
- American Screenwriters Assotiation 2005: premi del nou guionista de l'any per a Million Dollar Baby
- Oscars 2006: Oscar a la millor pel·lícula i millor guió original per a Crash
- BAFTA 2006: BAFTA al millor guió per a Crash
- Premis Austin Film Critics Associació 2006: millor realitzador per a Crash
- Premis Critics Choice 2006: millor guionista per a Crash (compartit amb Robert Moresco)
- Chicago Film Critics Assotiation Awards 2006: millor guió per a Crash (compartit amb Robert Moresco)
- David di Donatello 2006: millor film estranger per a Crash

### Nominacions
- Oscars 2005: Oscar al millor guió adaptat per a Banderes dels nostres pares
- Oscars 2006: Oscar al millor director per a Crash
- BAFTA 2006: BAFTA a la millor direcció per a Crash
- Premis Critics Choice 2006: millor realitzador per a Crash
- Oscars 2007: Oscar al millor guió original per a Cartes des d'Iwo Jima (nominat amb Iris Yamashita)
- Premis Saturn 2007: millor guió per a Casino Royale (nominat amb Neal Purvis i Robert Wade)
- BAFTA 2007: BAFTA al millor guió per a Casino Royale (nominat amb Neal Purvis i Robert Wade)
- David di Donatello 2008: millor film estranger per a A la vall d'Elah